# Zouza radiosa
Zouza radiosa es una especie de mantis de la familia Liturgusidae.

## Distribución geográfica
Se encuentra en Botsuana, Mozambique, Namibia,  Zambia  y Zimbabue.